# ماري تيريز دو سوبليني
ماري تيريز بيردو دو سوبليني (1666–1735) كانت راقصة باليه فرنسية. سجلت في الأكاديمية الملكية للموسيقى في باريس في 1688، حيث ورثت من مدموزيل لافونتين في دور الراقصة الأولى، ولقبوها بالراقصة الأولى حتى 1707. ظهرت غالباً في أوبرا باليه لجان باتيست لولي وأندريه كامبرا. كانت هي أول راقصة باليه محترفة في إنجلترا. كانت تعتبر إحدى ملكات الباليه.